# Dielektriska material

En kondensator som saknar eller har dielektriskt material.

Hur elektriska fältlinjer påverkas av en dielektrisk sfär.

Ett dielektriskt material eller dielektrikum (plural dielektrika) är en elektrisk isolator som kan bli polariserad av ett pålagt elektriskt fält. När ett dielektrikum placeras i ett elektriskt fält flödar inte elektriska laddningar genom materialet så som de gör i ledare. Däremot förskjuts positiva och negativa laddningar åt olika håll av det pålagda elektriska fältet, vilket ger upphov till dipoler. Detta skapar ett internt elektriskt fält vilket motverkar det pålagda fältet, så att det resulterande fältet i dielektrikumet blir lägre. Om ett dielektrikum består av svagt bundna molekyler kan det hända ett dessa molekyler inte bara blir polariserade, utan även orienterar sig så att deras symmetriaxel ställer in sig med fältet.
Termen "isolator" implicerar låg ledningsförmåga, "dielektrikum" brukar användas för att beskriva material med en hög permittivitet. Termen isolator brukar användas för att indikera elektriskt motstånd medan termen dielektrikum används för att indikera förmågan att lagra energi hos materialet (genom polarisation). Ett typiskt exempel på ett dielektrikum är det elektriskt isolerande material mellan metallplattorna i en kondensator. Polarisationen i dielektrikumet orsakat av det pålagda elektriska fältet ökar kondensatorns ytladdning.
Dielektriska material är ett viktigt element för att förklara fenomen i elektronik, optik, och fasta tillståndets fysik.  Termen dielektrisk myntades av William Whewell.

## Elektrisk susceptibilitet
Susceptibiliteten χe hos ett dielektriskt material är ett mått på hur lätt det polariseras då det utsätts för ett elektriskt fält. Detta i sin tur bestämmer permittiviteten hos materialet vilket influerar många andra fenomen i mediet, från kapacitansen hos kondensatorer till ljusets hastighet.
Den definieras som proportionalitetskonstanten (vilken kan vara en tensor) som relaterar ett elektriskt fält E till den inducerade polariseringen P så att 
{\displaystyle {\mathbf {P} }=\varepsilon _{0}\chi _{e}{\mathbf {E} },}
där {\displaystyle \,\varepsilon _{0}} är vakuumpermittiviteten.
Susceptibiliteten hos ett medium är relaterad till dess relativa permittivitet {\displaystyle \,\varepsilon _{r}} som
{\displaystyle \chi _{e}\ =\varepsilon _{r}-1.}
så i vakuum,
{\displaystyle \chi _{e}\ =0.}
Det elektriska förskjutningsfältet D är relaterad till polarisationsdensiteten P som
{\displaystyle \mathbf {D} \ =\ \varepsilon _{0}\mathbf {E} +\mathbf {P} \ =\ \varepsilon _{0}(1+\chi _{e})\mathbf {E} \ =\ \varepsilon _{r}\varepsilon _{0}\mathbf {E} .}